# Villa Adriana
Villa Adriana eller på dansk Hadrians villa er en antik romersk kejservilla beliggende i 107 meter over havets overflade ved Tivoli 25 km øst for Rom (en dagsrejse dengang). Villaen blev opført af kejser Hadrian i perioden 118-138, og er ikke blot en enkelt villa, men et større kompleks af bygninger, der blev bygget som sommerbolig for kejseren. Området har et areal på ca. 120 hektar inklusive haver, og det er dermed det største paladsanlæg bygget af en romersk kejser. Adskillige vand-anlæg blev forsynet fra Aniene-floden via romerske akvædukter højere oppe. Villa Adriana blev i 1999 optaget på UNESCOs verdensarvsliste.

## Galleri
- Model af Hadrians Villa
- Oversigtsplan af Hadrians Villa
- Villa Adriana
- Det maritime teater
- "Kamp mellem kentaurer og vilde bæster" mosaik i spisehallen (120–130 AD). Altes Museum Berlin

## Eksterne links
- Wikimedia Commons har flere filer relateret til Villa Adriana
- Kobberstik fra 1700-tallet, af Giovanni Battista Piranesi